# Teatro delle Erbe
Il Teatro delle Erbe è stato un teatro di Milano.

## Descrizione
Il teatro era situato nella zona di Brera e sorgeva sull'area dell'ex mercato (delimitato dalle attuali Via Mercato e Via delle Erbe), da cui prendeva il nome.
Il teatro fu costruito nel primo decennio del novecento su impulso della Cassa di Risparmio delle Province Lombarde, che lo utilizzò come dopolavoro per i propri dipendenti fino al 1992, anno in cui fu destinato ad essere un teatro con una programmazione aperta a tutta la città.

La programmazione comprendeva commedie, concerti, musical, cabaret e concerti lirici. Dal 2004 al 2006 il teatro inoltre ospitò le registrazioni di Colorado Cafè, programma televisivo di Italia 1.
All'interno del teatro era presente un'agenzia artistica ("Teatro delle erbe srl"), che si occupava di artisti oltre che di produzioni di eventi, come spettacoli teatrali e concerti.
Il teatro di via Mercato chiude le attività nel 2007; L'organizzazione trasferisce le attività al teatro Derby, ex cinema Nuovo Arti; in seguito allo sfratto esecutivo occorso nel 2011, la compagnia cesserà definitivamente l'attività.
Come nel caso di molti altri teatri e cinema della città, lo spazio dell'ex Teatro delle Erbe, in Via Mercato 3, è stato riconvertito per ospitare attività legate alla moda e al design.